# نووو پانیچاروو

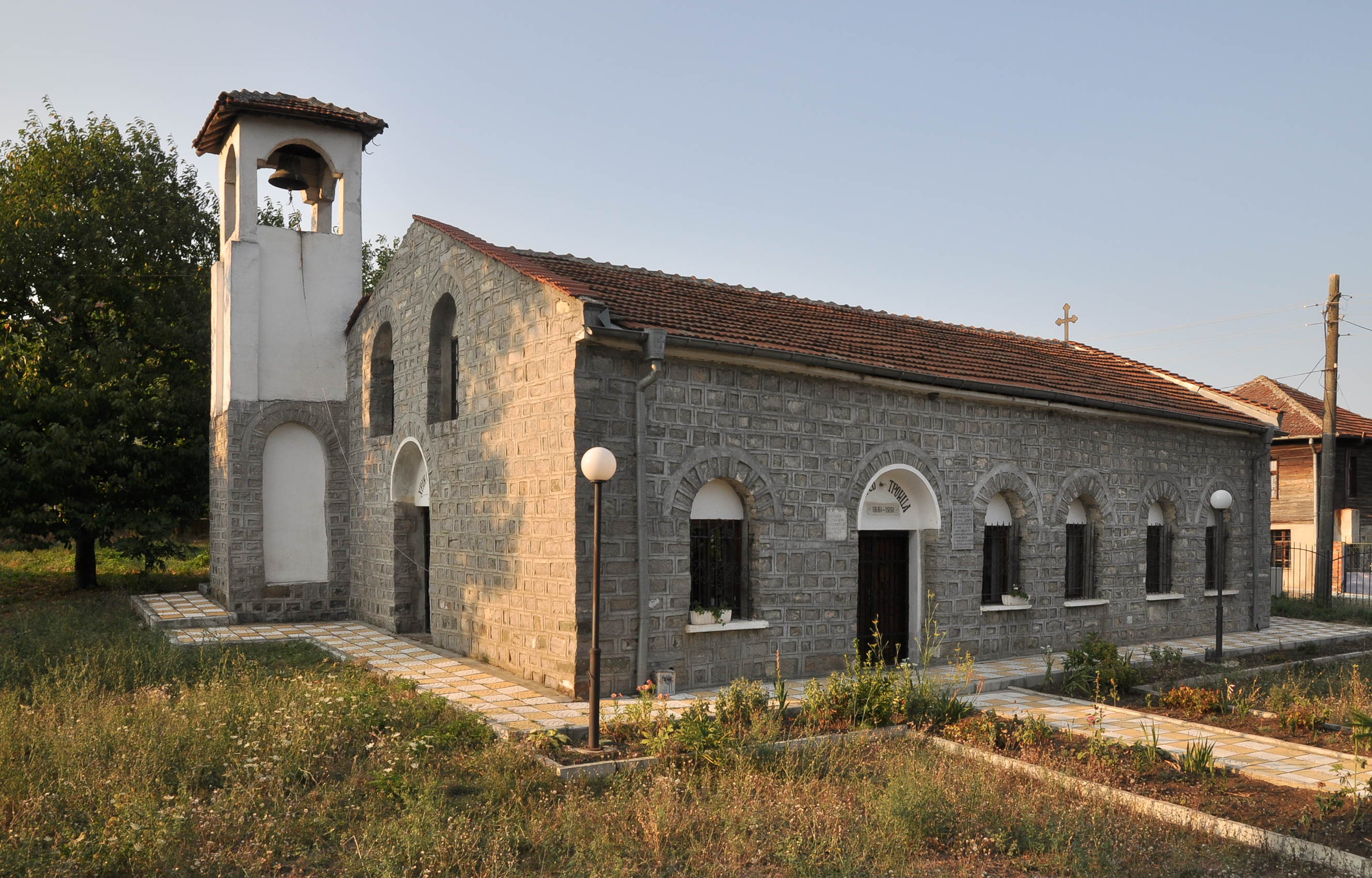

نووو پانیچاروو (به بلغاری: Novo Panicharevo) یک منطقهٔ مسکونی در بلغارستان است که در استان بورگاس واقع شده‌است.